# Mihai Fifor
Mihai-Viorel Fifor (Drobeta-Turnu Severin, 10 maggio 1970) è un politico rumeno.
Dopo le prime esperienze politiche a livello locale nelle file del Partito Social Democratico nel distretto di Dolj, nel 2012 fu eletto per la prima volta al senato, mentre il suo seggio alla camera alta fu riconfermato anche quattro anni più tardi. Nel 2017 fu nominato prima ministro dell'economia e poi ministro della difesa del governo Tudose.
Nel gennaio 2018, tra le dimissioni di Mihai Tudose e l'investitura parlamentare di Viorica Dăncilă, fu anche Primo ministro ad interim. Confermato titolare del dicastero della difesa anche nel governo Dăncilă (fino al novembre 2018), nel quadro dello stesso esecutivo rivestì successivamente anche i ruoli di vice primo ministro (da luglio a novembre 2019) e ministro degli interni ad interim (da luglio a settembre 2019).
Nel 2020 fu eletto membro della camera dei deputati.

## Formazione e carriera professionale
Nato da una famiglia di professori, frequentò il liceo nella natia Drobeta-Turnu Severin. Nel 1989 si trasferì a Craiova per studiare filosofia all'università e conseguì la laurea nel 1994, mentre un anno più tardi, nel 1995, ottenne un master in letteratura romena presso l'Università di Craiova.
Nell'autunno del 1994 vinse un concorso per un posto da ricercatore nel quadro dell'Istituto di ricerca sociale C.S. Nicolaescu-Plopsor, gestito dall'Accademia romena. In questo periodo approfondì lo studio delle minoranze romene di Serbia e Bulgaria, conoscenze che lo spinsero ad intraprendere un dottorato in antropologia organizzato dall'Università di Craiova, presso la quale conseguì il titolo di dottore nel 2003. Vicino al rettore della facoltà di lettere Nicolae Panea, Fifor insegnò nello stesso ateneo diverse discipline nell'ambito della gestione amministrativa (cultura organizzativa, leadership e management, gestione del conflitto organizzativo, minoranze e loro problemi, culture minoritarie).
Nel 2001 iniziò la carriera nella pubblica amministrazione, con la nomina a direttore del Centro distrettuale per la conservazione e la promozione della cultura tradizionale del distretto di Dolj. In questa funzione fu promotore di diverse iniziative volte a pubblicizzare la cultura popolare della regione. Avvicinatosi al presidente del consiglio del distretto Ion Prioteasa (Partito Social Democratico, PSD), nel febbraio 2005 fu nominato manager del Museo regionale dell'Oltenia di Craiova, rimanendovi fino al 2012. Nel corso dei 7 anni del suo mandato il museo ricevette contributi da fondi europei per un valore di 6 milioni di euro.
Nel 2007 conseguì un master in gestione degli affari pubblici presso la Scuola nazionale di studi politici e amministrativi e, nel 2009, completò un ulteriore corso postlaurea sui temi di sicurezza e buon governo organizzato dall'Università nazionale di difesa "Carlo I" e dall'Accademia di polizia Alexandru Ioan Cuza di Bucarest.

## Carriera politica

### Segretario di stato con il PSD
Avvicinatosi al Partito Social Democratico (PSD) grazie all'influenza di Ion Prioteasa, all'indomani delle elezioni parlamentari in Romania del 2008, nel gennaio del 2009 fu indicato dal partito per la posizione di segretario di stato del ministero degli interni con competenza sulla gestione dei problemi delle prefetture. Lasciò l'incarico nell'ottobre 2009, ossia quando il PSD abbandonò il governo presieduto da Emil Boc (Partito Democratico Liberale). Dopo la breve parentesi ministeriale, Fifor tornò alla direzione del museo regionale di Craiova, dove lavorò fino al 2012.
A livello di partito, nel 2010 fu nominato presidente dell'organizzazione municipale del PSD di Craiova. In questa funzione, nel 2012 sostenne la candidatura a sindaco di Craiova della collega di partito Lia Olguța Vasilescu e la appoggiò nel corso di tutto il mandato.
Fifor riacquisì il titolo di segretario di stato del ministero degli interni solamente tra il maggio e il dicembre del 2012 quando, sotto il governo di Victor Ponta (PSD), fu indicato come responsabile per i problemi delle comunità locali.

### Senatore e nuovi incarichi di partito
Nel dicembre 2012 lasciò la presidenza del PSD di Craiova a Lia Olguța Vasilescu per provare la candidatura al senato in occasione delle elezioni parlamentari che, registrando il netto successo della coalizione PSD-PNL, portarono alla formazione del governo Ponta II. Fifor divenne senatore e, tra febbraio e settembre 2015, ottenne la presidenza della commissione sui trasporti del senato.
Nel giugno 2015, in seguito alle dimissioni dell'allora ministro dei Trasporti Ioan Rus, Fifor fu indicato dal premier Ponta come possibile sostituto. Il presidente della repubblica Klaus Iohannis, tuttavia, ritenendolo poco esperto, rifiutò la proposta e nel luglio 2015 conferì l'incarico a Iulian Matache.
In ottobre si svolse il congresso straordinario del PSD per la scelta dei nuovi vertici del partito che, dopo l'addio di Victor Ponta, elesse Liviu Dragnea come nuovo presidente. Nella stessa occasione Fifor si candidò per un posto di vicepresidente nazionale, ma non fu scelto dai colleghi per tale incarico. Sempre in ottobre, in ogni caso, divenne capogruppo del PSD al senato in sostituzione di Ilie Sârbu, trasferitosi all'autorità di verifica sulla corte dei conti. Il 9 febbraio 2016, inoltre, Fifor fu nominato all'unanimità presidente del consiglio nazionale del PSD (lo fu fino al marzo 2018).
Nel dicembre del 2016 fu rieletto al senato per un nuovo mandato nel distretto di Arad e, al momento della sua istituzione, nel maggio 2017 fu indicato come presidente della neonata commissione d'inchiesta congiunta di camera e senato sulla verifica della regolarità degli aspetti organizzativi delle elezioni presidenziali del 2009 vinte da Traian Băsescu, i cui risultati erano stati più volte contestati dal PSD per presunte frodi elettorali. Fifor fu nuovamente capogruppo del PSD al senato dal maggio 2017 al settembre 2017, sostituendo nella funzione Șerban Nicolae.
Nella legislatura 2016-2020, tra gli altri incarichi parlamentari, fu membro di numerose commissioni del senato (politica estera dal dicembre 2016 all'agosto 2017; sviluppo dal settembre 2017 al gennaio 2018; pari opportunità dal febbraio al settembre 2018; diritti dell'uomo dal settembre 2018 al febbraio 2019; lavoro dal febbraio al settembre 2019), segretario della commissione difesa (dal novembre 2018 al febbraio 2019) e presidente della commissione per il regolamento (dal dicembre 2016 all'agosto 2017 e dal giugno 2019 a fine legislatura).

### Ministro dell'economia
Alla caduta del governo Grindeanu (PSD), nel giugno 2017, fu designato dal nuovo premier Mihai Tudose (PSD) come ministro dell'economia del suo governo. Nonostante le critiche riferite alla sua mancanza di esperienza specifica, il primo ministro ne prese le difese, sostenendo che non fosse necessario essere economisti per dirigere il ministero, ma che sarebbe stato sufficiente comprendere il funzionamento generale dell'economia e avere buon senso nella direzione dei sottoposti per l'applicazione del programma di governo. La sua presunta mancanza di preparazione fu, inoltre, oggetto del disappunto espresso dal senatore Traian Băsescu in sede di esame da parte della commissione di valutazione del senato. Fifor, in ogni caso, superò la valutazione per la nomina a ministro.
Fifor nel corso del proprio mandato da ministro dell'economia condusse intensi negoziati commerciali con alcune aziende straniere, finalizzati alla produzione in Romania di armi, equipaggiamenti e tecnologie militari. Sotto la gestione del ministero dell'economia, infatti, si trovavano diverse compagnie a partecipazione statale attive nella produzione di armamenti (IAR, Uzina Mecanica Moreni, Uzina Mecanica București, Electromecanica Ploiești).

### Ministro della difesa
Nel settembre 2017 vi fu clamore intorno alla notizia che il pagamento degli stipendi dei dipendenti del ministero della difesa sarebbe stato posticipato per insufficienza di fondi. Come comunicato successivamente dal ministro Adrian Țuțuianu, però, si trattava semplicemente di una problematica tecnica in via di risoluzione. Le dichiarazioni tardive del titolare della difesa, tuttavia, non convinsero il premier Tudose, che imputò al ministro delle mancanze nella gestione delle comunicazioni tra i dipartimenti sotto il suo controllo. Il 5 settembre, quindi, Țuțuianu presentò le proprie dimissioni. In sua sostituzione Fifor fu trasferito alla difesa, in continuità a quanto realizzato fino a quel momento. Il posto vacante al dicastero dell'economia fu assegnato al deputato del PSD Gheorghe Șimon.
Il 16 gennaio 2018, in seguito alle dimissioni di Mihai Tudose, venne nominato Primo ministro ad interim, rimanendo in carica fino all'insediamento di Viorica Dăncilă, il 29 gennaio successivo, che lo confermò Ministro della difesa. Abbandonò la posizione solamente nel novembre dello stesso anno quando, in procinto di un rimpasto di governo, rassegnò le proprie dimissioni per concentrarsi sugli incarichi politici rivestiti nel partito. Il 19 novembre, infatti fu nuovamente indicato ad interim a capo del consiglio nazionale del PSD da parte del comitato esecutivo del partito. Il 16 dicembre fu confermato nella stessa funzione da parte dei membri del consiglio nazionale.

### Segretario generale del PSD e incarichi ministeriali
In seguito all'arresto di Liviu Dragnea, che comportò una rivoluzione dei quadri dirigenziali del PSD, il 5 giugno 2019 Fifor fu nominato ad interim nuovo portavoce del partito al posto di Lia Olguța Vasilescu, mentre nel corso del congresso del 29 giugno fu eletto dai colleghi come nuovo segretario generale, sotto la conduzione di Viorica Dăncilă.
Nel luglio 2019 fu richiamato al governo nella veste di vice primo ministro, incaricato dei partenariati strategici, in sostituzione di Ana Birchall. Alla fine dello stesso mese, in seguito alle dimissioni di Nicolae Moga dalla funzione di ministro degli interni, Fifor assunse ad interim anche tale ruolo.
Nel quadro della crisi di governo scaturita dall'addio dell'Alleanza dei Liberali e dei Democratici (ALDE) alla maggioranza e dai successivi contrasti tra la Dăncilă e il presidente della Romania Iohannis, il primo ministro propose la riconferma da titolare di Fifor agli interni. Il 28 agosto il capo di Stato ne rifiutò la nomina, invitando il governo a chiedere un nuovo voto d'investitura al parlamento, poiché non disponeva più della maggioranza. Il mandato ad interim di Fifor scadde il 12 settembre 2019, lasciando la Romania senza un titolare agli interni. Il governo fu in ogni caso sfiduciato il 10 ottobre e costretto alle dimissioni.
La successiva sonora sconfitta della Dăncilă alle elezioni presidenziali del novembre 2019 spinse un'ala del partito capeggiata da Marcel Ciolacu a chiedere ed ottenere l'azzeramento dell'intero gruppo dirigente che era vicino al leader del PSD. In un'atmosfera tesa, quindi, Fifor lasciò il ruolo di segretario generale a Paul Stănescu.

### Elezioni del 2020
Persi i ruoli in seno alla dirigenza nazionale, nel febbraio 2020 fu nominato presidente della filiale del PSD nel distretto di Arad, superando la concorrenza del deputato Dorel Căprar. Nell'agosto 2020 annunciò la propria intenzione a presentarsi per il ruolo di sindaco di Arad, dove era sostenuto dalla Piattaforma Social-Liberale Cristiana, coalizione composta da PSD, ALDE e Partito Nazionale Contadino Cristiano Democratico (PNȚCD). Alle elezioni locali del 27 settembre, tuttavia, ottenne appena il 16%, giungendo terzo alle spalle dei candidati di PNL e USR PLUS.
Alle elezioni parlamentari del 2020 fu eletto per un seggio alla camera dei deputati, ove sedette nella commissione difesa, di cui divenne presidente nel febbraio 2021.